# Olympische Winterspiele 2010/Teilnehmer (Schweiz)
| Gelbes Symbol für Goldmedaillen mit stilisierten Olympischen Ringen | Graues Symbol für Silbermedaillen mit stilisierten Olympischen Ringen | Braundes Symbol für Bronzemedaillen mit stilisierten Olympischen Ringen |
| ------------------------------------------------------------------- | --------------------------------------------------------------------- | ----------------------------------------------------------------------- |
| 6                                                                   | —                                                                     | 3                                                                       |

Die Schweiz nahm an den Olympischen Winterspielen 2010 im kanadischen Vancouver mit insgesamt 146 Sportlern in 14 Sportarten teil.
Es handelte sich somit um die zahlenmässig stärkste Schweizer Delegation in der Geschichte der Olympischen Winterspiele. Mit Daniel Albrecht, Lara Gut, Martina Schild und Fränzi Aufdenblatten (alle Ski Alpin), Tanja Frieden (Snowboard), Gregor Stähli (Skeleton) und Martin Gerber (Eishockey) mussten jedoch einige namhafte Schweizer Wintersportler verletzungsbedingt auf eine Teilnahme verzichten. Doppelolympiasieger Philipp Schoch (Snowboard) verpasste die Qualifikation, kurz nachdem er von einer zweijährigen Verletzungspause zurückgekehrt war.

## Fahnenträger

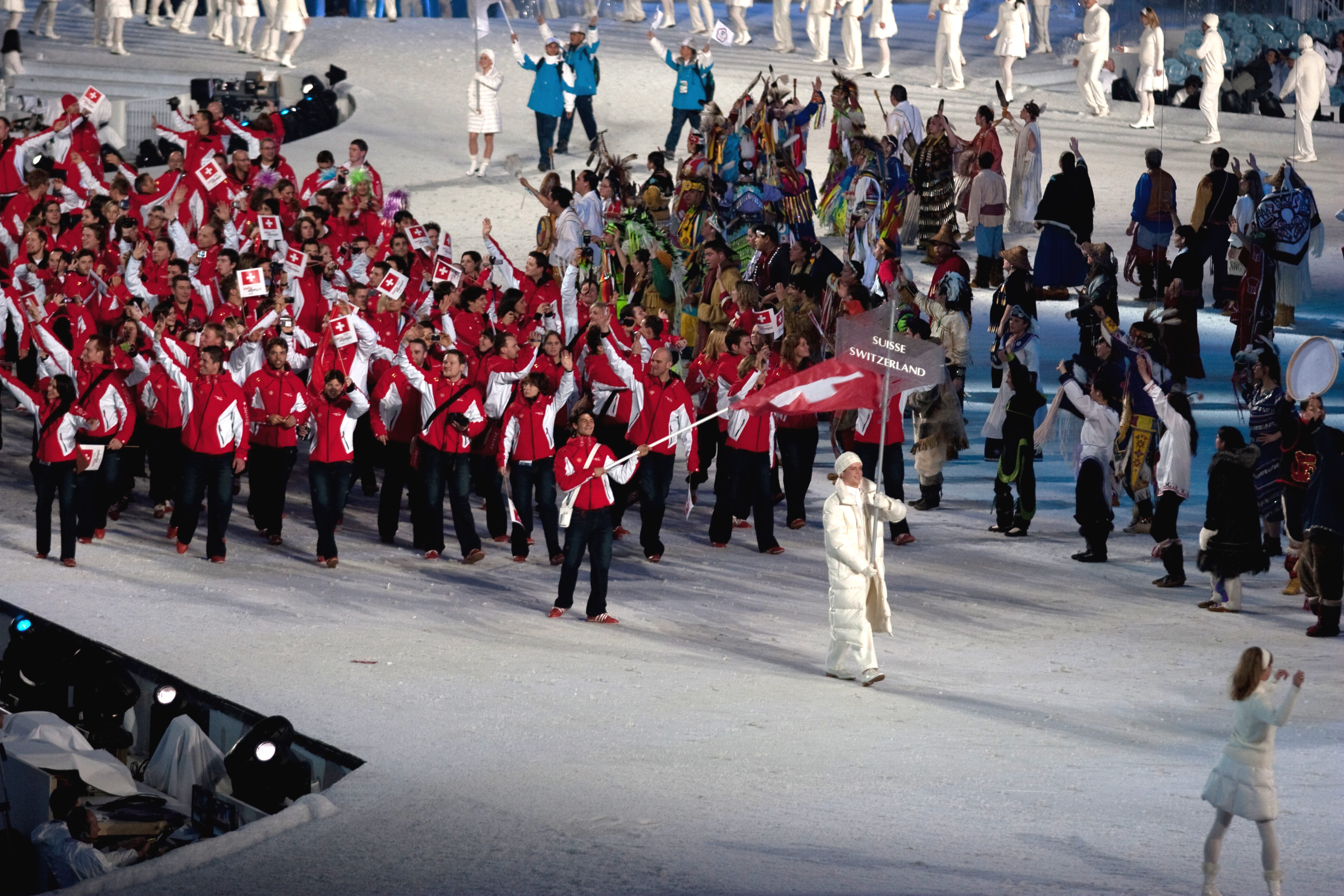
Einzug der Schweizer Mannschaft

Während der Eröffnungsfeier trug der Eiskunstläufer Stéphane Lambiel die Fahne der Schweiz.

## Medaillenspiegel
| Rang | Sportart         | G | S | B | Gesamt |
| ---- | ---------------- | - | - | - | ------ |
| 1    | Ski Alpin        | 2 | 0 | 1 | 3      |
| 2    | Skispringen      | 2 | 0 | 0 | 2      |
| 3    | Freestyle-Skiing | 1 | 0 | 0 | 1      |
| 3    | Skilanglauf      | 1 | 0 | 0 | 1      |
| 5    | Curling          | 0 | 0 | 1 | 1      |
| 5    | Snowboard        | 0 | 0 | 1 | 1      |
|      | Gesamt           | 6 | 0 | 3 | 9      |

## Medaillengewinner

### Gold
| Name          | Sportart         | Wettkampf                     |
| ------------- | ---------------- | ----------------------------- |
| Simon Ammann  | Skispringen      | Einzelspringen, Normalschanze |
| Simon Ammann  | Skispringen      | Einzelspringen, Grossschanze  |
| Dario Cologna | Skilanglauf      | 15 km Freistil                |
| Didier Défago | Ski Alpin        | Abfahrt                       |
| Carlo Janka   | Ski Alpin        | Riesenslalom                  |
| Mike Schmid   | Freestyle-Skiing | Skicross                      |

### Bronze
| Name                                                             | Sportart  | Wettkampf         |
| ---------------------------------------------------------------- | --------- | ----------------- |
| Olivia Nobs                                                      | Snowboard | Boardercross      |
| Silvan Zurbriggen                                                | Ski Alpin | Super-Kombination |
| Ralph Stöckli Jan Hauser Markus Eggler Simon Strübin Toni Müller | Curling   | Männer-Turnier    |

## Teilnehmer nach Sportarten

### Biathlon
| Männer - Claudio Böckli (ohne Einsatz) - Thomas Frei Sprint (10 km): 13. Platz Verfolgung (12,5 km): 12. Platz 20 km: 16. Platz Massenstart (15 km): 24. Platz 4 × 7,5 km Staffel: 9. Platz - Simon Hallenbarter Sprint (10 km): 16. Platz Verfolgung (12,5 km): 43. Platz 20 km: 43. Platz 4 × 7,5 km Staffel: 9. Platz - Matthias Simmen Sprint (10 km): 26. Platz Verfolgung (12,5 km): 28. Platz 20 km: 39. Platz 4 × 7,5 km Staffel: 9. Platz - Benjamin Weger Sprint (10 km): 69. Platz 20 km: 55. Platz 4 × 7,5 km Staffel: 9. Platz | Frauen - Selina Gasparin Sprint (7,5 km): 56. Platz Verfolgung (10 km): 48. Platz 15 km: 40. Platz |

### Bob
| Männer (2er) - Schweiz 1: Ivo Rüegg, Cédric Grand Zweierbob: 4. Platz - Schweiz 2: Beat Hefti, Thomas Lamparter forfait* - Schweiz 3: Daniel Schmid, Jürg Egger forfait* Männer (4er) - Schweiz 1: Ivo Rüegg, Beat Hefti, Thomas Lamparter, Cédric Grand Viererbob: 6. Platz - Schweiz 2: Daniel Schmid, Alex Baumann, Christian Aebli, Roman Handschin forfait* | Frauen (2er) - Schweiz 1: Sabina Hafner, Caroline Spahni Zweierbob: 12. Platz - Schweiz 2: Fabienne Meyer, Hanne Schenk Zweierbob: 10. Platz |

* Nach heftigen Trainingsstürzen auf der umstrittenen Bobbahn in Vancouver gaben Beat Hefti sowie Daniel Schmid forfait. Im Zweier sowie im Vierer ging jeweils nur Schweiz 1 an den Start. Hefti konnte beim Vierer wieder teilnehmen.

### Curling

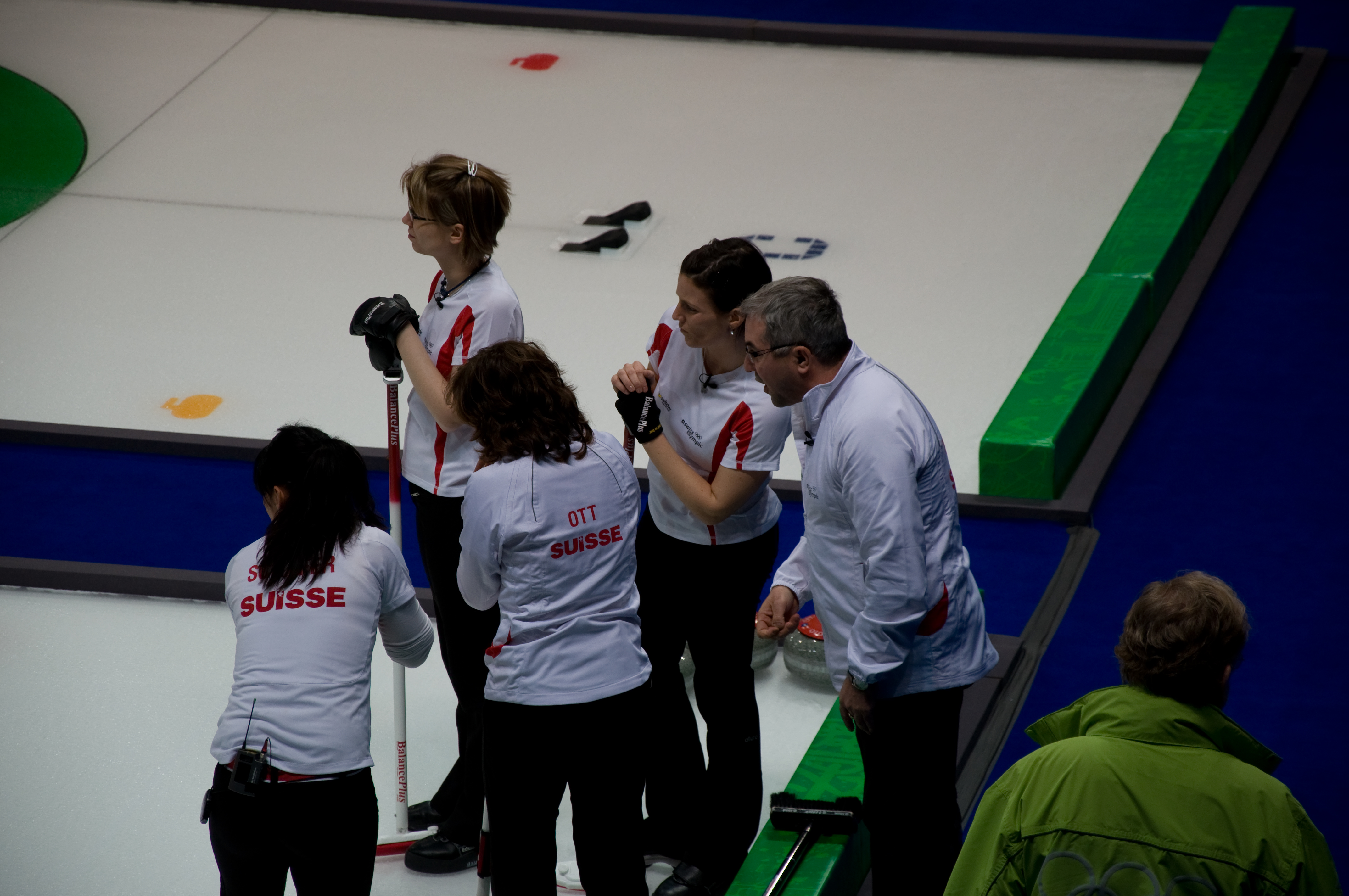
Das Schweizer Damenteam (v.l. Carmen Schäfer, Janine Greiner, Mirjam Ott und Carmen Küng) mit ihrem Trainer Ken Tralnberg bei den Olympischen Winterspielen 2010

| Männer (Curling Club Basel Regio) - Ralph Stöckli (Fourth) - Jan Hauser (Third) - Markus Eggler (Second, Skip) - Simon Strübin (Lead) - Toni Müller (Ersatz) Curling, Männer: Bronze | Frauen (Curling Club Davos) - Mirjam Ott (Skip) - Carmen Schäfer (Third) - Carmen Küng (Second) - Janine Greiner (Lead) - Irene Schori (Ersatz) Curling, Frauen: 4. Platz |

### Eishockey
| Männer 8. Platz Torhüter: - Jonas Hiller (Anaheim Ducks) - Ronnie Rüeger (Kloten Flyers) - Tobias Stephan (HC Servette Genève) Verteidiger: - Severin Blindenbacher (Färjestad BK) - Raphael Diaz (EV Zug) - Philippe Furrer (SC Bern) - Patrick von Gunten (Kloten Flyers) - Luca Sbisa (Portland Winterhawks) - Mathias Seger (ZSC Lions) - Mark Streit (New York Islanders) - Yannick Weber (Hamilton Bulldogs) Stürmer: - Andres Ambühl (Hartford Wolf Pack) - Thomas Déruns (HC Servette Genève) - Hnat Domenichelli (HC Lugano) - Sandy Jeannin (Fribourg-Gottéron) - Romano Lemm (HC Lugano) - Thibaut Monnet (ZSC Lions) - Thierry Paterlini (Rapperswil-Jona Lakers) - Martin Plüss (SC Bern) - Ivo Rüthemann (SC Bern) - Raffaele Sannitz (HC Lugano) - Julien Sprunger (Fribourg-Gottéron) - Roman Wick (Kloten Flyers) | Frauen 5. Platz Torhüterinnen: - Sophie Anthamatten (EHC Saastal) - Florence Schelling (Northeastern University) - Dominique Slongo (EHC Brandis) Verteidigerinnen: - Laura Benz (EHC Winterthur) - Angela Frautschi (ZSC Lions) - Julia Marty (Northeastern University) - Lucrèce Nussbaum (St. Thomas University) - Claudia Riechsteiner (SC Reinach) - Sandra Thalmann (EHC Basel) - Stefanie Wyss (EV Bomo Thun) Stürmerinnen: - Sara Benz (EHC Winterthur) - Nicole Bullo (HC Lugano) - Melanie Häfliger (SC Reinach) - Kathrin Lehmann (AIK Solna) - Darcia Leimgruber (University of Maine) - Stefanie Marty (Syracuse University) - Christine Meier (ZSC Lions) - Rahel Michielin (ZSC Lions) - Katrin Nabholz (ZSC Lions) - Anja Stiefel (SC Reinach) - Sabrina Zollinger (EHC Winterthur) |

### Eiskunstlauf
| Athleten                      | Kurzprogramm | Kurzprogramm | Kür    | Kür  | Punkte | Rang |
| Athleten                      | Punkte       | Rang         | Punkte | Rang | Punkte | Rang |
| ----------------------------- | ------------ | ------------ | ------ | ---- | ------ | ---- |
| Herren                        |              |              |        |      |        |      |
| Stéphane Lambiel              | 84,63        | 5.           | 162,09 | 3.   | 246,72 | 4.   |
| Damen                         |              |              |        |      |        |      |
| Sarah Meier                   | 56,70        | 15.          | 96,11  | 14.  | 152,81 | 15.  |
| Paarlauf                      |              |              |        |      |        |      |
| Anaïs Morand / Antoine Dorsaz | 55,34        | 13.          | 89,08  | 17.  | 144,42 | 15.  |

### Eisschnelllauf
Männer
- Roger Schneider
5000 m: 24. Platz

### Freestyle-Skiing
Aerials
- Christian Hächler: 16. Platz
- Andreas Isoz: 14. Platz
- Thomas Lambert: 12. Platz
- Evelyne Leu: 16. Platz
- Tanja Schärer: 19. Platz
- Renato Ulrich: 18. Platz

Skicross
- Beni Hofer: 32. Platz
- Sanna Lüdi: 35. Platz
- Katrin Müller: 18. Platz
- Conradign Netzer: 20. Platz
- Mike Schmid: Gold
- Fanny Smith: 7. Platz
- Richard Spalinger: 14. Platz
- Franziska Steffen: 29. Platz

### Ski Alpin

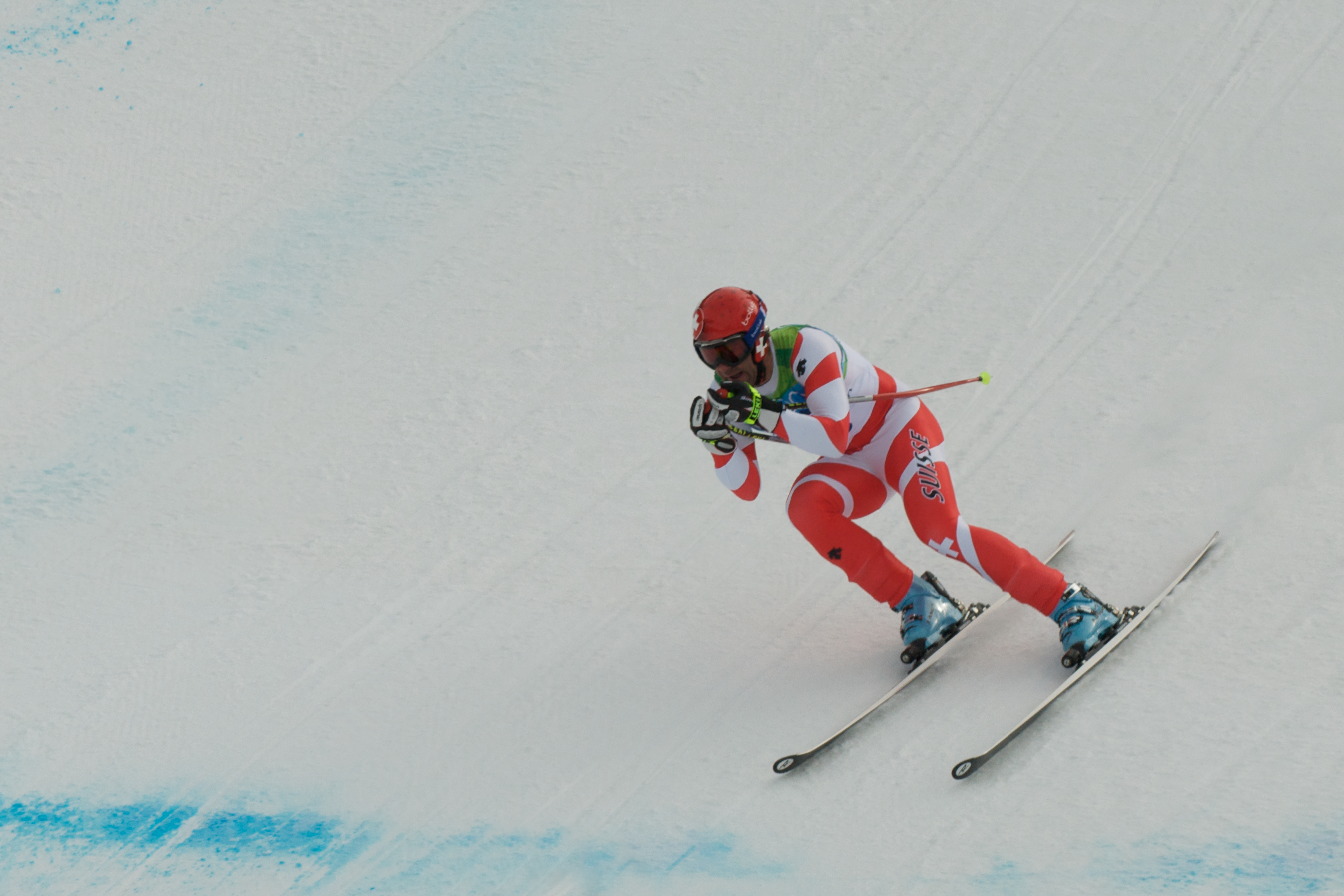
Didier Défago bei den Olympischen Winterspielen 2010

| Männer - Marc Berthod Riesenslalom: 29. Platz Slalom: ausgeschieden - Didier Cuche Abfahrt: 6. Platz Super-G: 10. Platz Riesenslalom: 14. Platz - Didier Défago Abfahrt: Gold Super-G: 15. Platz Super-Kombination: ausgeschieden - Marc Gini Slalom: 15. Platz - Tobias Grünenfelder Super-G: 9. Platz - Ambrosi Hoffmann Abfahrt: 23. Platz - Carlo Janka Abfahrt: 11. Platz Super-G: 8. Platz Super-Kombination: 4. Platz Riesenslalom: Gold - Patrick Küng (ohne Einsatz) - Sandro Viletta Super-Kombination: 14. Platz Riesenslalom: 15. Platz Slalom: disqualifiziert - Silvan Zurbriggen Super-Kombination: Bronze Slalom: 12. Platz | Frauen - Andrea Dettling Super-Kombination: 23. Platz Super-G: 12. Platz Riesenslalom: ausgeschieden - Dominique Gisin Abfahrt: ausgeschieden - Nadja Kamer Abfahrt: 19. Platz Super-Kombination: ausgeschieden Super-G: ausgeschieden - Nadia Styger Abfahrt: 12. Platz Super-G: 6. Platz - Fabienne Suter Abfahrt: 5. Platz Super-Kombination: 6. Platz Super-G: 13. Platz Riesenslalom: 4. Platz |

### Skilanglauf
| Männer - Dario Cologna 15 km Freistil: Gold Verfolgung (30 km): 13. Platz Teamsprint: 11. Platz 4 × 10 km Staffel: 10. Platz 50 km Massenstart (klassisch): 10. Platz - Christoph Eigenmann Sprint klassisch: 34. Platz - Remo Fischer 15 km Freistil: 15. Platz Verfolgung (30 km): 44. Platz 4 × 10 km Staffel: 10. Platz - Valerio Leccardi Sprint klassisch: 38. Platz - Toni Livers 15 km Freistil: 12. Platz Verfolgung (30 km): 22. Platz 4 × 10 km Staffel: 10. Platz - Curdin Perl 15 km Freistil: 17. Platz Verfolgung (30 km): 20. Platz 4 × 10 km Staffel: 10. Platz - Eligius Tambornino Sprint klassisch: 49. Platz Teamsprint: 11. Platz - Peter von Allmen Sprint klassisch: 43. Platz | Frauen - Silvana Bucher Teamsprint (Freistil): im Halbfinal ausgeschieden - Bettina Gruber Teamsprint (Freistil): im Halbfinal ausgeschieden - Laurence Rochat 30 km klassisch: nicht beendet - Doris Trachsel Sprint klassisch: 30. Platz |

### Skispringen
- Simon Ammann
Einzelspringen, Normalschanze: Gold 
Einzelspringen, Grossschanze: Gold
- Andreas Küttel
Einzelspringen, Normalschanze: 35. Platz
Einzelspringen, Grossschanze: 24. Platz

### Nordische Kombination
- Ronny Heer
Normalschanze/10 km: 11. Platz
Teamwettkampf: 9. Platz
- Tim Hug
Normalschanze/10 km: 35. Platz
Teamwettkampf: 9. Platz
- Seppi Hurschler
Normalschanze/10 km: 29. Platz
Teamwettkampf: 9. Platz
- Thomas Schmid
Normalschanze/10 km: 40. Platz
Teamwettkampf: 9. Platz

### Rodeln
| Männer - Stefan Höhener Einzel: 32. Platz | Frauen - Martina Kocher Einzel: 7. Platz |

### Skeleton
| Männer - Pascal Oswald: 16. Platz | Frauen - Maya Pedersen: 9. Platz |

### Snowboard
Halfpipe
- Sergio Berger: 25. Platz
- Christian Haller: 36. Platz
- Ursina Haller: 9. Platz
- Markus Keller: 29. Platz
- Manuela Pesko: 25. Platz
- Iouri Podladtchikov: 4. Platz

Alpin
- Nevin Galmarini: 17. Platz
- Roland Haldi: 20. Platz
- Marc Iselin: 19. Platz
- Fränzi Mägert-Kohli: 28. Platz
- Simon Schoch: 5. Platz

Boardercross
- Fabio Caduff: 13. Platz (ausgeschieden im Viertelfinal)
- Mellie Francon: 7. Platz
- Sandra Frei: 11. Platz
- Simona Meiler: 9. Platz
- Olivia Nobs: Bronze